# Tarup-Paarup Idrætsforening
Tarup-Paarup Idrætsforening er en dansk idrætsklub hjemmehørende i odenseforstaden Paarup. Foreningen blev stiftet i 1964 ved en sammenlægning af Tarup Idrætsforening og Paarup Gymnastikforening.
Foreningen har afdelinger indenfor fodbold, håndbold, tennis, gymnastik og badminton.
Foreningens foldboldafdelings førstehold spiller i Danmarksserien.
Kendte spillere der har optrådt på klubbens håndboldhold, tæller bl.a. Morten Stig Christensen, Anders Dahl-Nielsen og Kim G. Jacobsen

## Ekstern henvisning
- Officiel hjemmeside

| Sport | Spire Denne artikel om sport er en spire som bør udbygges. Du er velkommen til at hjælpe Wikipedia ved at udvide den. |